# サイモン・ル・ボン
サイモン・ジョン・チャールズ・ル・ボン（Simon John Charles Le Bon、1958年10月27日 - ）は、イングランドのバンドデュラン・デュランのボーカル、シンガーソングライター。

## 生い立ち
サイモンは1958年10月27日、イングランドのロンドン郊外で生まれた。小さい頃から地元の教会の合唱団に所属していた。小学校の先輩にエルトン・ジョンがいる。バーミンガム大学に進学し演劇を専攻した。彼はパンクバンドのオーディションを受けたり、劇場の裏方として働いたり、テレビのコマーシャルに数回出演した。またロンドンのウエストエンドでミュージカルに数回出演した経験がある。1978年にはイスラエルの集団農場キブツで働いた。

## デュラン・デュラン
1980年、彼のガールフレンドのフィオナが働いていたバーミンガムのナイトクラブで結成して間もないバンド、デュラン・デュランが定期的に演奏していた。フィオナはバンドがボーカルを探していることを知っていたため、サイモンにオーディションを受けてみることを勧めた。オーディション当日、彼は豹のプリントの付いたピンクのズボンを履いて、詩の沢山書かれたノートを持って現れたという。彼らはとりあえず夏の間だけ一緒に活動しようということになった。その後6週間、バーミンガムやロンドンで演奏を続けた後、その年の12月にはEMIレコードと契約することになった。

## 私生活
1985年、ファッションモデルのヤスミン・パヴァーネと結婚した。3人の娘がいる。2018年、2番目の娘が初孫を出産した。
1991年、妻のヤスミン、音楽プロデューサーのニック・ウッドと共に、音楽制作会社「Syn」を設立。東京に拠点を置き、東京のほかロサンゼルス、北京、上海、ロンドン、マニラにスタジオを有する。